# Peter De Jersey
Peter De Jersey (1965, Southwark) is een Brits acteur.

## Carrière
De Jersey begon in 1995 met acteren in de miniserie The Choir, waarna hij nog meerdere rollen speelde in televisieseries en films. Hij is vooral bekend van zijn rol als Steve Waring in de televisieserie Holby City (2000-2003) en van zijn rol als Jerome Taylor in de televisieserie The Bill (2004).

## Filmografie

### Films
Uitgezonderd korte films.
- 2021 Resurrection - als Ananias
- 2016 National Theatre Live: The Threepenny Opera - als chief inspecteur 'Tiger' Brown
- 2015 Exposed - als Elvis Giroux
- 2014 National Theatre Live: Coriolanus - als Cominius
- 2009 Hamlet - als Horatio
- 2008 The Bank Job - als Michael X
- 2007 Instinct - als Neil Langley
- 2000 Out of Depth - als Andy

### Televisieseries
Uitgezonderd eenmalige gastrollen.
- 2022 Staged - als Dominic - 2 afl.
- 2020-2022 Warrior Nun - als Kristian Schaefer - 13 afl.
- 2022 The Sandman - als mr. Holdaway - 2 afl.
- 2021 The Underground Railroad - als John Valentine - 2 afl.
- 2019 Line of Duty - als Joel Rossport - 2 afl.
- 2013-2017 Broadchurch - als forensisch onderzoeker Brian Young - 8 afl.
- 2015 Lewis - als Andrew Dimmock - 2 afl.
- 2015 Doctor Foster - als Nick Stanford - 3 afl.
- 2014-2015 Atlantis - als Goran - 10 alf.
- 2013 Coronation Street - als D.S. Garrett - 3 afl.
- 2006 Sugar Rush - als Ted - 3 afl.
- 2005 Dalziel and Pascoe - als William Courtney - 2 afl.
- 2004 The Bill - als Jerome Taylor - 14 afl.
- 2004 Waking the Dead - als dr. Chris Reed - 2 afl.
- 2000-2003 Holby City - als Steve Waring - 67 afl.
- 1995 The Choir - als Mike - 2 afl.

### Computerspellen
- 2022 Lego Star Wars: The Skywalker Saga - als stem
- 2017 Warhammer 40,000: Dawn of War III - als kapitein Balthazar
- 2014 Alien: Isolation - als stem
- 2013 Total War: Rome II - als stem

- International Standard Name Identifier: 0000 0003 7351 4179
- Library of Congress Control Number: no2010164899
- Nationale Bibliotheek van Israël: 987007402162105171
- Virtual International Authority File: 132951491
- WorldCat: E39PBJbCJYGybVWgvCfjRCjwG3